# صدمة (اقتصاد)
في علم الاقتصاد ، الصدمة هي حدث غير متوقع يؤثر على الاقتصاد، إما بشكل إيجابي أو سلبي. من الناحية الفنية، إنه تغيير غير متوقع في العوامل الخارجية - أي عوامل غير مفسرة من قبل الاقتصاد - والتي قد تؤثر على المتغيرات الاقتصادية الداخلية .
يتم قياس استجابة المتغيرات الاقتصادية، مثل الناتج والعمالة، في وقت الصدمة وفي الأوقات اللاحقة، عن طريق دالة الاستجابة النبضية .

## أنواع الصدمات
إذا كانت الصدمة ناتجة عن تقييد العرض، فإنها تسمى صدمة العرض وعادةً ما تؤدي إلى ارتفاع أسعار منتج معين. الصدمة التكنولوجية هي النوع الناتج عن التطور التكنولوجي الذي يؤثر على الإنتاجية. يمكن أيضًا إنتاج صدمة الطلب عند وقوع حوادث أو كوارث . أحد الأمثلة على أزمة الغاز في أستراليا الغربية لعام 2008 الناتجة عن انفجار خط أنابيب في جزيرة فارانوس .
تحدث الصدمة التضخمية عندما ترتفع أسعار السلع بشكل مفاجئ (على سبيل المثال، بعد انخفاض الدعم الحكومي) بينما لا يتم تعديل جميع الرواتب على الفور في جميع أنحاء المجتمع (وهذا يؤدي إلى خسارة مؤقتة في القوة الشرائية للعديد من المستهلكين)؛ أو أن تكاليف الإنتاج تتخلف عن عائدات الشركات لنفس مجموعة الأسباب (على سبيل المثال، بعد ارتفاع أسعار الطاقة). 

البورصات في أعقاب هجمات 11 سبتمبر. بعد الذعر الأولي، ارتفع مؤشر داو جونز الصناعي بسرعة لانخفاض طفيف فقط.

صدمة الطلب هي تغيير مفاجئ في أنماط الإنفاق الخاص، وخاصة الإنفاق الاستهلاكي من قبل المستهلكين أو الإنفاق الاستثماري من قبل الشركات.
تحدث صدمة السياسة النقدية عندما يغادر البنك المركزي، دون سابق إنذار، من نمط سعر الفائدة أو السيطرة على المعروض النقدي. صدمة السياسة المالية هي تغيير غير متوقع في مستويات الإنفاق الحكومي أو الضرائب.
في سياق الاقتصاد الجزئي، يتم دراسة الصدمات أيضًا على مستوى الأسرة مثل صدمات الصحة والدخل والاستهلاك. على سبيل المثال، في علم الاقتصاد الجزئي للتنمية، تمت دراسة العلاقة بين صدمات دخل الأسرة ومستويات الاستهلاك المنزلي لفهم قدرة الأسرة على التأمين على نفسها (اختبار فرضية التأمين الكامل).